# Matthias Hösl

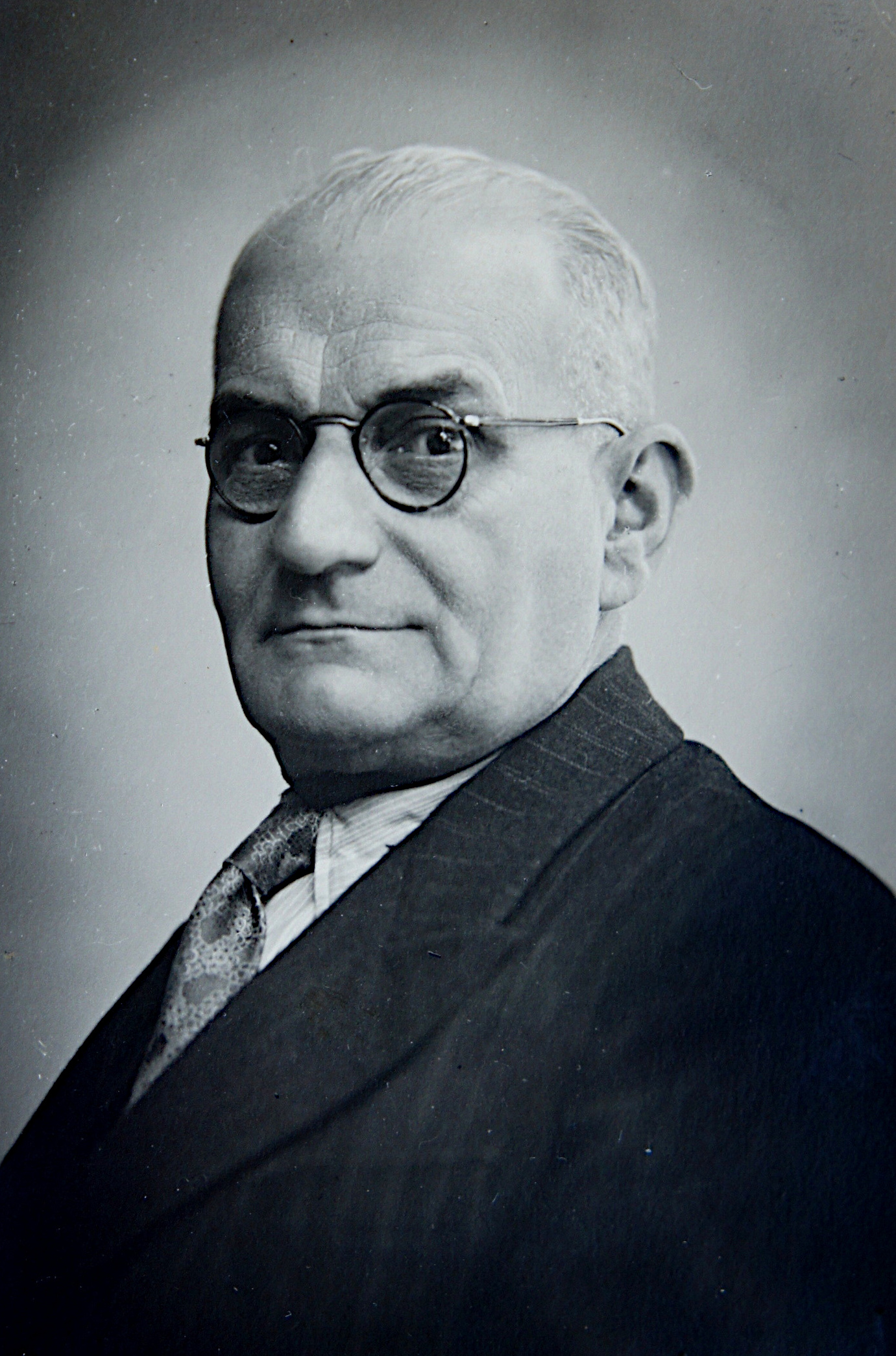

Matthias Hösl (* 21. Februar 1887 in Edenthal; † 3. Februar 1967 in Landshut) war ein deutscher Gewerkschaftsfunktionär und Kommunalpolitiker (SPD).

## Leben und Beruf
Nach Abschluss der Volksschule begann Hösl 1902 in Landshut eine Bäckerlehre und war dann bis zu seinem Wehrdienst im Ersten Weltkrieg als Bäcker beschäftigt. Nach Kriegsende wurde er 1919 hauptberuflich Gewerkschaftssekretär und ab 1924 Stadtrat in Landshut. Nachdem er 1933 aus dem Stadtrat ausgeschlossen worden war, machte er sich im Herbst 1933 als Bäcker selbstständig. Nach dem Zweiten Weltkrieg war er bis zur Übergabe des Betriebs in der Niedermayerstraße selbstständiger Bäckermeister und bekleidete in der Bäckerinnung verschiedene herausgehobene Positionen.

## Politik
Im Jahre 1911 trat Hösl in die SPD ein. Er wurde 1919 Gewerkschaftssekretär und ab dem 7. Dezember 1924 Stadtrat. Nach der Machtergreifung der NSDAP wurden die SPD-Stadträte vom Stadtrat ausgeschlossen. Wegen seiner Zugehörigkeit zur SPD kam Hösl kurz im März 1933 sowie erneut ab dem 25. Juni 1933 in Schutzhaft und anschließend bis Anfang September ins KZ Dachau. Vom 22. August bis zum 1. September 1944 wurde er erneut wegen seiner Parteizugehörigkeit im KZ Flossenbürg inhaftiert.
Nach dem Zweiten Weltkrieg gehörte Hösl von 1946 bis zu seinem Tode im Februar 1967 wieder für die SPD dem Stadtrat an. Von März 1947 bis Juli 1948 war er 2. Bürgermeister der Stadt.

## Ehrungen
Am 16. Oktober 1961 erhielt Hösl das Bundesverdienstkreuz, und am 22. Dezember 1964 wurde ihm die Ehrenbürgerschaft der Stadt Landshut verliehen. Die Stadt Landshut ehrte ihn auch durch die Benennung einer Straße nach ihm im Stadtteil West.